# Дойч-Шютцен-Айзенберг
Дойч-Шютцен-Айзенберг (нім. Deutsch Schützen-Eisenberg) — громада округу Оберварт у землі Бургенланд, Австрія.
Дойч-Шютцен-Айзенберг лежить на висоті  227 м над рівнем моря і займає площу  28,4 км². Громада налічує 1134 мешканців. 
Густота населення 40/км².  
|                                                |
| Дойч-Шютцен-Айзенберг на мапі округу та землі. |

 Адреса управління громади:  7474 Deutsch Schützen-Eisenberg. 

## Демографія
Історична динаміка населення міста за даними сайту Statistik Austria

## Виноски
1. ↑  Dauersiedlungsraum der Gemeinden Politischen Bezirke und Bundesländer - Gebietsstand 1.1.2018 — Статистичне управління Австрії.
2. ↑  Einwohnerzahl 1.1.2018 nach Gemeinden mit Status, Gebietsstand 1.1.2018 — Статистичне управління Австрії.
3. ↑  www.eisenberg.at. Архів оригіналу за 3 квітня 2007. Процитовано 17 березня 2022.
4. ↑  Gemeindedaten von Deutsch Schützen-Eisenberg. Архів оригіналу за 24 грудня 2015. Процитовано 19 листопада 2013.

| Австрія | Це незавершена стаття з географії Австрії. Ви можете допомогти проєкту, виправивши або дописавши її. |